# Paul Stanley (director)
Paul Stanley (Hartford, Connecticut, Estados Unidos, 1922 - Estados Unidos, 2002) fue un director estadounidense que participó en diversas series como Jack and Mike, Viajeros, The fall Guy, Hawai 5-0, Insight, Misión: Imposible vs. el Mob, Sole Survivor, entre muchas otras.

## Filmografía
1986-1987 Jack and Mike
1986  Loco de remate
1985  El halcón callejero
1983  Viajeros
1982-1983  The Fall Guy  
1982  El coche fantástico 
1981-1982  Lou Grant 
1982  King's Crossing 
1964-1982  Insight 
1981 Flamingo Road
1980  Westworld 
1980  Quincy M.E. 
1980  Stone 
1977-1979  Los ángeles de Charlie  
1979  The Ultimate Impostor  
1979  Dear Detective 
1978-1979  Las Vegas
1978  Moby Dick 
1978  Grandpa Goes to Washington 
1978  Dallas
1978  Crisis in Sun Valley
1978  And the Soul Shall Dance
1976-1978  Baretta
1969-1977  Hawai 5-0 
1977  Dog and Cat 
1977  Hombre rico, hombre pobre II 
1977  El hombre de los seis millones de dólares 
1977  La caravana de Oregón 
1976  Serpico 
1976  El hombre invisible 
1976  20 Shades of Pink 
1974-1976  Las calles de San Francisco 
1975-1976  Cannon 
1971-1975  Centro médico
1975  Caribe 
1975  Archer 
1974  En ruta
1974  Petrocelli 
1974  Nicky's World 
1973  Cotter 
1973  Kojak 
1972-1973  Ghost Story 
1972  Investigación   
1972  Assignment Vienna 
1972  El resentido
1971-1972  La ley del revólver 
1971  Sam Cade 
1971  River of Mystery 
1971  The Interns 
1969-1970  Then Came Bronson 
1970  Sole Survivor 
1969  Mission Impossible Versus the Mob 
1969  Ladrón sin destino 
1969  Jim West 
1967-1968  Misión imposible  
1968  Three Guns for Texas 
1968  El gran Chaparral
1967  Comando en el desierto 
1967  T.H.E. Cat
1966  El túnel del tiempo 
1966  The Road West 
1966  Las aventuras de Tarzán 
1965-1966  El virginiano 
1965-1966  Laredo 
1965  Perdidos en el espacio 
1965  Bob Hope Presents the Chrysler Theatre 
1964  Rumbo a lo desconocido 
1964  The Reporter 
1963  Vacation Playhouse 
1961-1963  Los defensores  
1963  The Richard Boone Show  
1963  The Great Adventure  
1963  The Big Brain  
1963  Hazañas bélicas
1963  Going My Way  
1962  Naked City
1962  Los intocables 
1962  Kraft Mystery Theater  
1962  Route 66 
1962  Doctor Kildare 
1961  Outlaws  
1960-1961  Peter Gunn  
1960  Zane Grey 
1959-1960  Adventures in Paradise 
1959  Cry Tough 
1959  The Third Man 
1959  El pistolero de San Francisco 
1958  Pursuit
1958  Kraft Television Theatre 
1958  The Outcasts of Poker Flat 
1956-1957  Goodyear Television Playhouse 
1956  Appointment with Adventure 
- Datos: Q3372229